# Karat
 Karat je enota, ki se uporablja na več načinov.
- Zgodovina. Na začetku je bil karat masa semena rožičevca (znanstveno latinsko ime Ceratonia siliqua) in je bil namenjen tehtanju. Masa teh semen je zelo enotna in imajo maso približno 0,2 grama.
- Drago kamenje. Utežna mera za tehtanje dragega kamenja. Uradni naziv: metrični karat, kratica ct. Metrični karat so uvedli leta 1875 po pariški metrski konvenciji. Pred tem letom se je karat delil na 64 delov (1/2 karata = 32/64). Metrični karat se deli na 100 delov. 1 karat = 100/100 ali 200 miligramov. 1/64 starega karata = 0,02 metričnega karata. 1 karat = 0,2 g = 4 gramov.
- Zlato. Delež čistega zlata v zlitini. Danes predstavlja delež čistega zlata v 1000 delih zlitine. Na primer, 700 karatov pomeni, da je v zlitini 70 % čistega zlata. Starejša uporaba je izdelana na enoti 24. Po tej definiciji je čisto zlato 24 karatno.

Po stari definiciji čistosti zlata predstavlja torej 1 karat {\displaystyle {\tfrac {1}{24}}} čistosti glede na maso, kar zapišemo z enačbo kot:
{\displaystyle X=24\,{\frac {M_{g}}{M_{m}}},}
kjer je
{\displaystyle {\mathit {X}}} - številčna vrednost karata,
{\displaystyle M_{g}} - masa čistega zlata v zlitini,
{\displaystyle M_{m}} - celotna masa zlitine.
12 karatno zlato vsebuje tako 50 % čistega zlata, 18 karatno pa 75 % čistega zlata itd. Tudi 24 karatno zlato ni popolnoma čisto zlato, pač pa predstavlja okoli 99,9 % zlata, ostalo pa so razne nečistoče.